# Anglia romană
Anglia Romană, numită și Britannia, este partea de sud a insulei Marii Britanii care era inclusă în Imperiul Roman între 43 și 410.

## Istorie
Între secolele VII î.Hr. - V î.Hr., triburile celtice de pe continentul european au început să migreze pe insulele britanice. Avansați din punct de vedere tehnologic, în comparație cu locuitorii inițiali, aceștia au început să domine viața politică și culturală din Britannia. În ciuda faptului că celții erau, probabil, cei mai puternici și mai numeroși dintre locuitorii Europei în jurul anului 300 î.Hr., aceștia nu au fost niciodată capabili să clădească un imperiu și să prevină izbucnirea războaielor dintre triburi. Lipsa totală de unitate politică, în ciuda dârzeniei demonstrate în luptă, a condus la invazia și cucerirea insulelor britanice de către romani.
Primele invazii romane succesive, din Galia, au avut loc în anul 53 î.Hr., sub comanda lui Iulius Cezar. Aceste invazii, însă, nu au condus la o ocupare permanentă a teritoriului de catre romani, ci doar la deschiderea de rute comerciale între Roma și Britania. Revoltele din Galia au oprit orice gând de cucerire pe care îl avea Cezar.
A mai durat cel puțin un secol până când romanii s-au întors. În 43 d.Hr., o expediție împotriva Britanniei a fost pregatită de către împăratul Claudius, condusă de Aulus Plautius și compusă din 40.000 de soldați. În decursul unei singure generații, majoritatea sudului Britanniei și Țării Galilor a ajuns sub stăpânire romană. Dar stăpânirea nu a fost nici rapidă, nici ușoară. Regele Catuvellaunilor, Caratacus, a rezistat ocupației timp de 8 ani, iar revoltele diferitelor triburi ocupate erau o amenințare constantă. În anul 60, regina icenilor, Boudicea, a condus o revoltă, care la început a fost devastatoare. Armatele ei au ars trei colonii romane, printre care și Londinium, înainte ca aceasta să fie în final oprită de către Seutonius Paulinus.
Drept rezultat al acestei victorii, majoritatea locuitorilor din Britannia de Sud au început să accepte realitatea ocupării romane. Politica de romanizare agresivă dusă de Gnaeus Julius Agricola, între 78-84., a condus la mărirea gradului de acceptare. Acesta nu a cucerit doar marea majoritate a Tării Galilor, ci a avansat în nord până în Caledonia (Scoția), mai departe decât orice alt roman.
Succesul roman, însă, a fost de scurtă durată. Înfrângeri severe suferite pe Dunăre i-au forțat pe romani să retragă o parte a armatei din Britannia în 87 sau 88, ceea ce a însemnat că multe forturi situate după Cheviots au trebuit sa fie abandonate. Până la sfarșitul secolului s-a renunțat la aceste fortificații, cel mai nordic fort roman fiind situat pe istmul Tyne-Solway. Această situație a fost recunoscută de împăratul Hadrian, care a ordonat construirea faimosului său zid pe aceea linie.
Construcția zidului lui Hadrian a durat mulți ani. Munca a început probabil în anul 122 sau 123, iar trupele romane încă mai lucrau la zid în 138 când Hadrian a murit. În câteva luni, succesorul acestuia, Antoninus Pius, a adoptat o nouă politică, de recucerire a teritoriilor nordice. La zidul lui Hadrian, in fortul Banna, au staționat și luptat dacii din cohorta Prima Aelia Dacorum.
Când Roma a trebuit sa retragă una dintre legiunile sale din Britannia, porțiunea de cca. 59 de km dintre Firth of Forth și Firth of Clyde a Zidului Antonian a servit drept graniță de nord a provinciei, mai departe de aceasta aflandu-se Caledonia. Caledonienii nu au putut fi, însă, ușor izolați, și profitând de împrăștierea și dorul de casă al soldaților romani, o parte dintre aceștia aflându-se sub comanda îmbătrânitului comandant Septimius Severus, au pornit un război de gherilă împotriva romanilor. Romanii s-au retras în sud până la Zidul lui Hadrian, la adăpostul unor poziții mult mai ușor de apărat, însă, până la sfârșitul secolului IV, ultimele dintre avanposturile romane din Caledonia au fost părăsite.
În ciuda păcii și prosperității relative din sud, Britannia era o provincie de graniță și a avut probleme cu diferite popoare nordice, ca picții și caledonienii, pe tot parcursul stăpânirii romane. 3 legiuni complete, Legio II Augusta, Legio VI Victrix și Legio XX Valeria Victrix, și multe trupe auxiliare, erau staționate în mod permanent în provincie. Masivele migrații germanice din secolul al V-lea, inclusiv invaziile saxone din Britannia, au forțat completa retragere a trupelor romane din Britannia, lăsând în urmă cetățeni romani fără apărare.

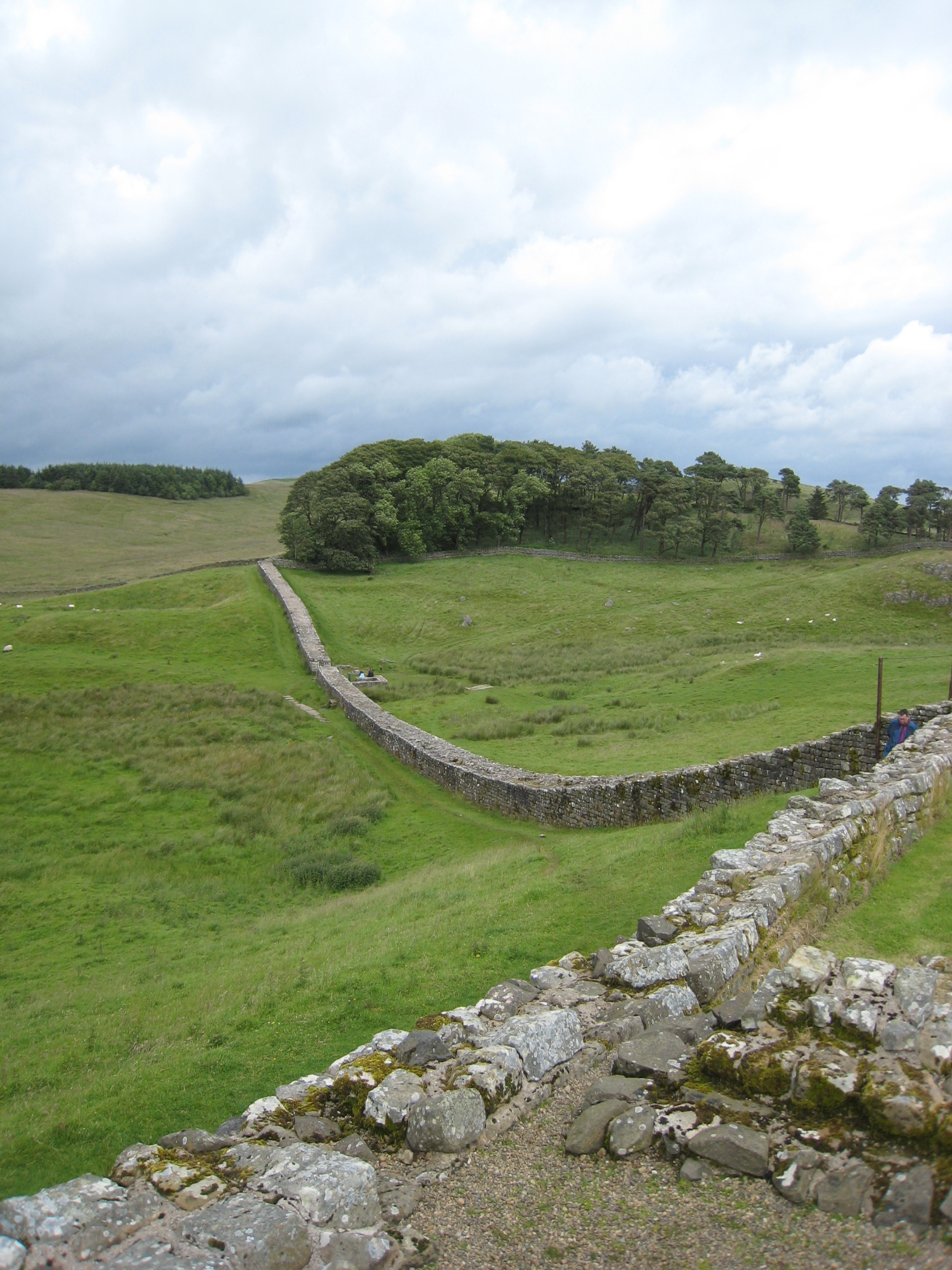
Zidul lui Hadrian vazut din Vercovicium